# آشپزی عربی

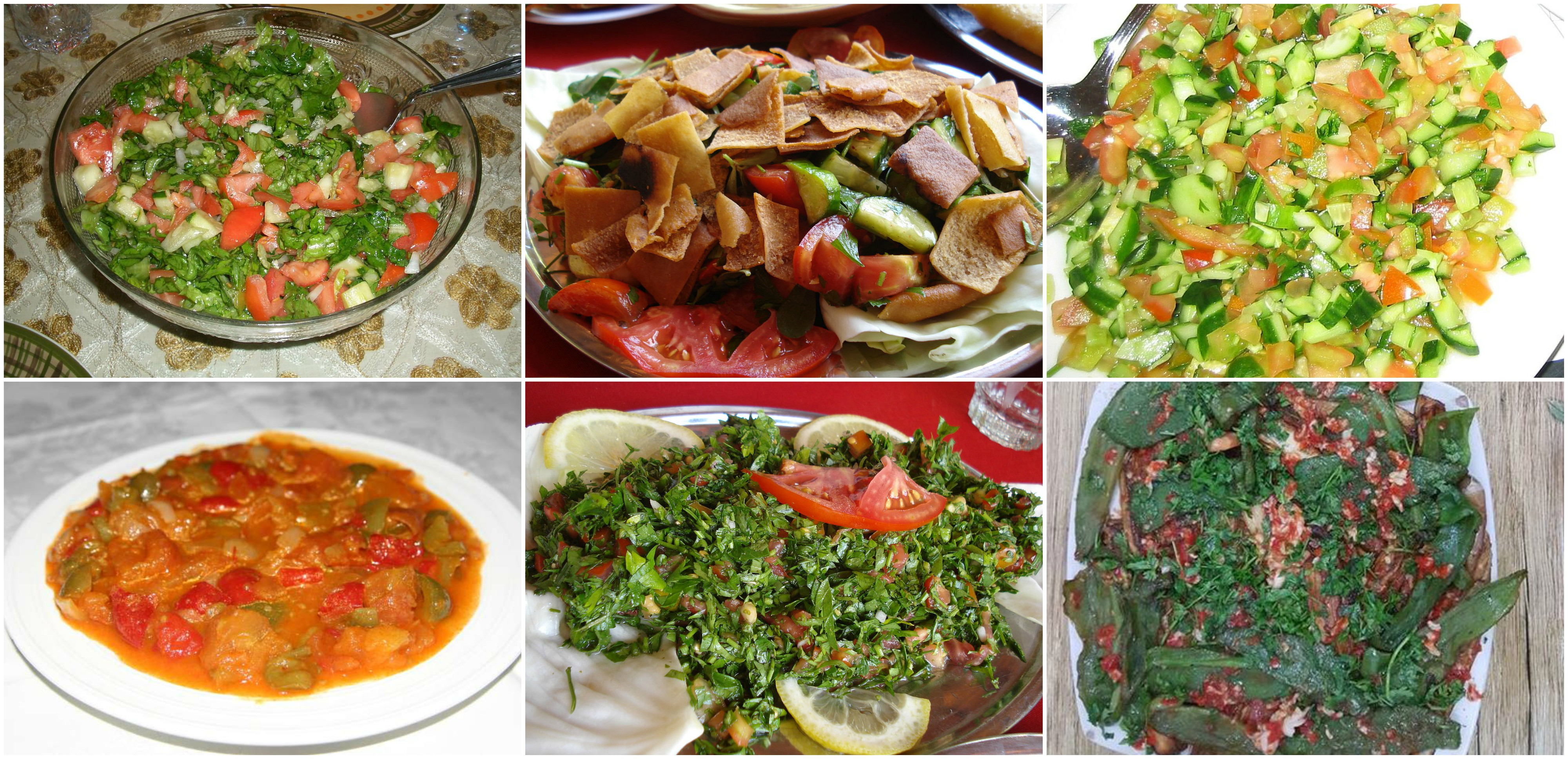
انواع سالاد عربی: سالاد عرب، فتوش، ماتبوچا، تبوله و راهب

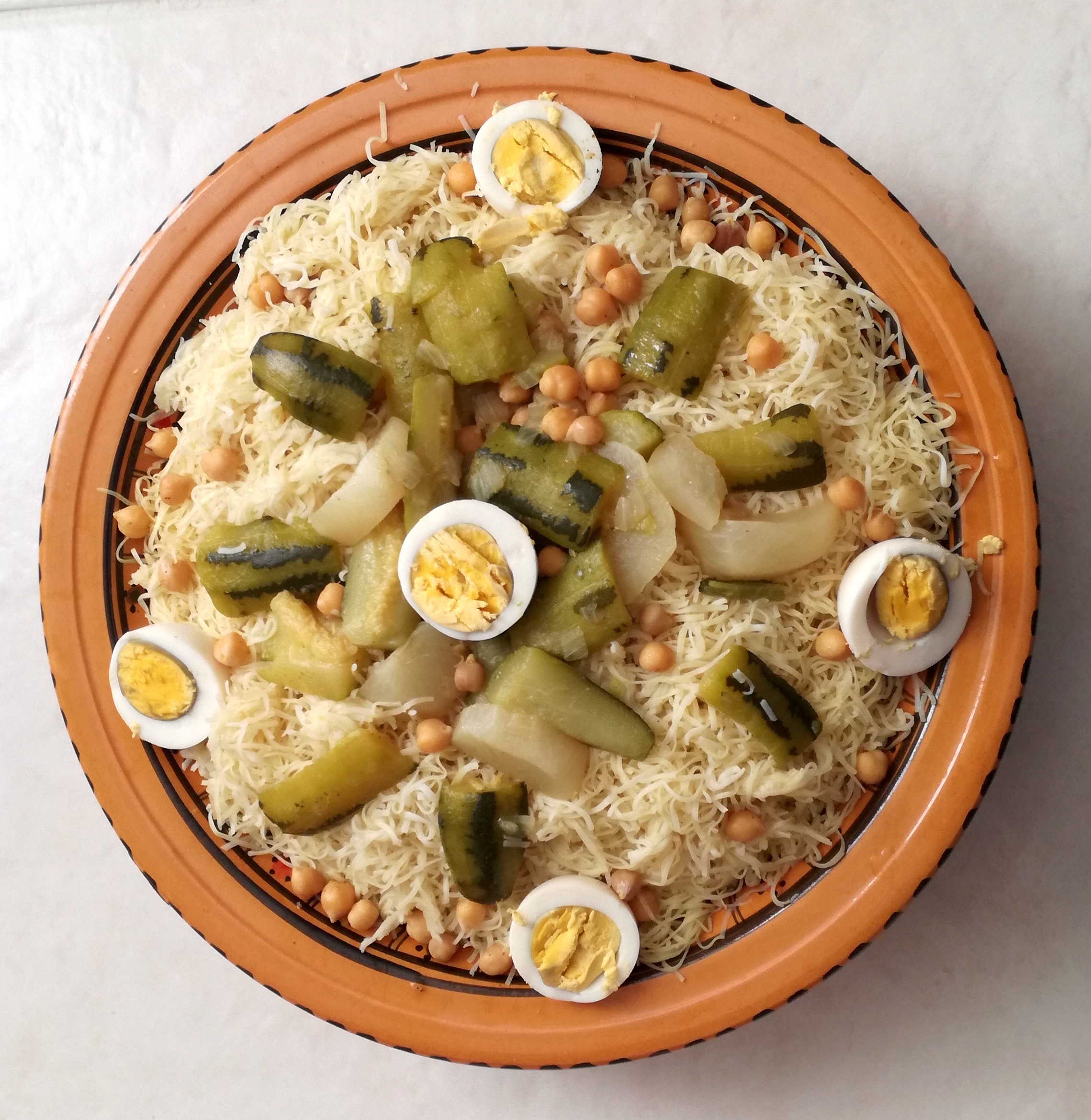
رشته یک غذای رشته فرنگی خوب از مغرب است که بیشتر در الجزایر و لیبی و به میزان کمتری در تونس و مراکش مصرف می‌شود.

آشپزی عربی (عربی: المطبخ العربی) شامل خوراکی‌ها و غذای مردم عرب است، که به عنوان غذاهای مختلف منطقه ای در جهان عرب از مغرب تا هلال بارور و شبه جزیره عربستان تعریف می‌شود. غذاهای عربی اغلب قرن‌ها قدمت دارند و فرهنگ تجارت عالی ادویه جات، گیاهان و غذاها را بازتاب می‌دهند. سه منطقه اصلی که به نام‌های مغرب، هلال بارور و شبه جزیره عربستان نیز شناخته می‌شوند، شباهت‌های زیادی دارند، اما همچنین دارای سنت‌های منحصر به فرد بسیاری هستند. این غذاها تحت تأثیر آب و هوا، امکان پرورش حیوانات و گیاهان، و همچنین امکانات تجارت انواع خوراکی تحت تأثیر قرار گرفته‌اند.

## غذاهای قرون وسطایی

### نان
نان سفید یا برازیدهاج با آرد گندم با کیفیت بالا، شبیه نان راقاق اما ضخیم‌تر، تهیه می‌شد، خمیر تخمیر شده را معمولاً با مخمر و «بوره نانوا» (بوراغ) تهیه می‌کردند و در تنور می پختند.
نان رقاق در دو رقم، لابیک (نرم و نازک) و جارمازاج (خشک با طعم گز) ساخته شده بود.

## رژیم و غذاها

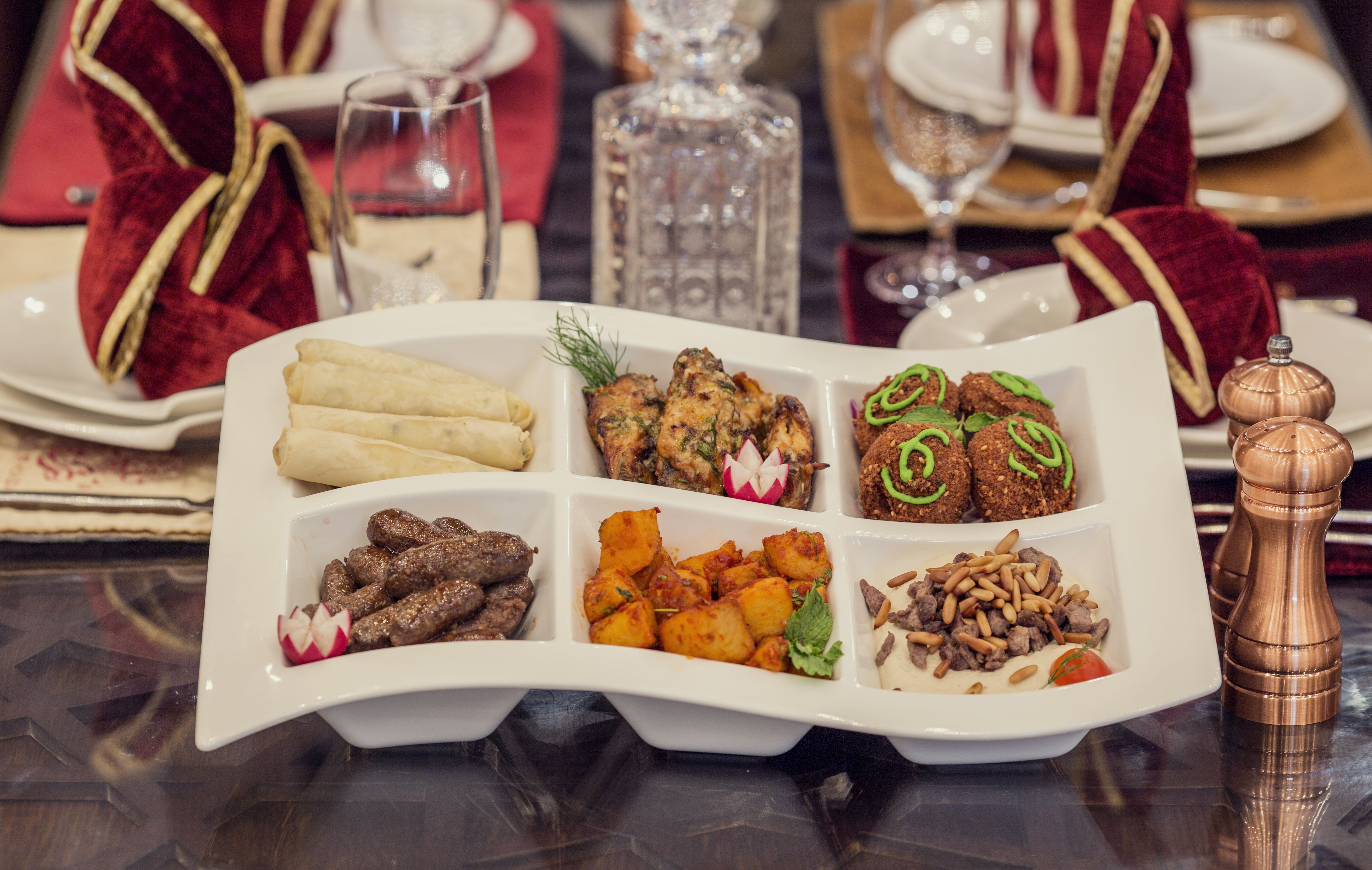
یک پیش غذای عربی.

در آشپزی عربی از غذاها و ادویه جات خاص و بعضاً منحصر به فرد استفاده می‌شود. برخی از آن غذاها عبارتند از:
- گوشت: گوشت گوسفند و مرغ بیشترین استفاده را دارند و پس از آن گوشت گاو و بز قرار دارند. ماکیان دیگری در بعضی مناطق و ماهی در مناطق ساحلی از جمله دریای مدیترانه، اقیانوس اطلس یا دریای سرخ استفاده می‌شود. گوشت خوک برای اعراب مسلمان کاملاً ممنوع است، زیرا این یک تابوی فرهنگی و مذهبی (حرام) است و طبق قوانین اسلامی ممنوع می‌باشد. بسیاری از اعراب مسیحی نیز گوشت خوک نمی‌خورند.[۱]
- فراورده‌های لبنی: از لبنیات به ویژه ماست، دوغ و پنیر سفید بسیار استفاده می‌شود. کره و خامه نیز بسیار استفاده می‌شود.
- گیاهان و ادویه‌ها: مقادیر و انواع استفاده شده معمولاً در مناطق مختلف متفاوت است. گیاهان و ادویه‌جات عبارتند از: کنجد، زعفران، فلفل سیاه و سفید، فلفل شیرین، زردچوبه، سیر، زیره، دارچین، جعفری، گشنیز و سماق. مخلوط ادویه شامل بهارات، رأس الحانوت، زائاتار و هاریساست.
- نوشیدنی‌ها: نوشیدنی‌های گرم بیشتر از سرد سرو می‌شوند، قهوه در بالای فهرست نوشیدنی‌های کشورهای خاورمیانه و چای در بالای کشورهای مغرب قرار دارد. در اردن، فلسطین، مصر، برخی از مناطق سوریه، مراکش و الجزایر، چای به عنوان یک نوشیدنی بسیار مرسوم است. از دیگر نوشیدنی‌های عربی می‌توان به اسموتی آووکادوی اندلس و هورچاتا اشاره کرد.
- غلات: برنج ماده اصلی است و برای بیشتر غذاها استفاده می‌شود. گندم منبع اصلی تهیه نان است. بلغور و سمولینا همچنین به‌طور گسترده استفاده می‌شود. طبق دستورالعمل‌های تاریخی شناخته شده از کتابهای آشپزی عربی، غلات در درجه اول برای تهیه غذاهای هریسه و پاستا در غذاهای عربی تا قرن ۱۲ استفاده می‌شد. دو نوع پاستا در آشپزی این مناطق شناخته شده بود: ایتریا، ماکارونی خشک کوتاه از ریشه یونانی مشابه orzo و رشته که دارای ریشهٔ پارسی است.
- حبوبات: عدس در همه رنگها و همچنین باقلا، بادام زمینی، نخود (لوبیای گاربانزو)، لوبیای قرمز، نخود سبز، لوپینی، لوبیای سفید و لوبیای قهوه ای بسیار مورد استفاده قرار می‌گیرد.
- سبزیجات: غذاهای عربی به سبزیجاتی مانند هویج، بادمجان، کدو سبز، کنگر فرنگی، بامیه، پیاز و زیتون علاقه دارند. در فرهنگ عربی سیب زمینی به عنوان سبزیجات نیز مصرف می‌شود.
- میوه‌ها: غذاهای عربی میوه‌هایی مانند انار، خرما، انجیر، پرتقال، مرکبات، هندوانه، طالبی، خربزه عسلی، انگور، هلو و شلیل را ترجیح می‌دهد.
- آجیل: بادام، دانه کاج، پسته و گردو اغلب در غذاها گنجانده می‌شوند یا به عنوان میان‌وعده خورده می‌شوند.
- سبزها: جعفری، گشنیز و نعناع به عنوان چاشنی در بسیاری از غذاها محبوب هستند، در حالی که از اسفناج و ملوخیه (برگهای گیاه کتان هندی) در غذاهای پخته شده استفاده می‌شود.
- سس‌ها و چاشنی‌ها: محبوب‌ترین سس‌ها شامل ترکیبات مختلف روغن زیتون، آب لیمو، جعفری یا سیر و همچنین تهین (رب کنجد) است. لبانه (ماست صاف شده) اغلب با نعناع، پیاز یا سیر چاشنی می‌شود و به عنوان سس با غذاهای مختلف سرو می‌شود.

## فرهنگ

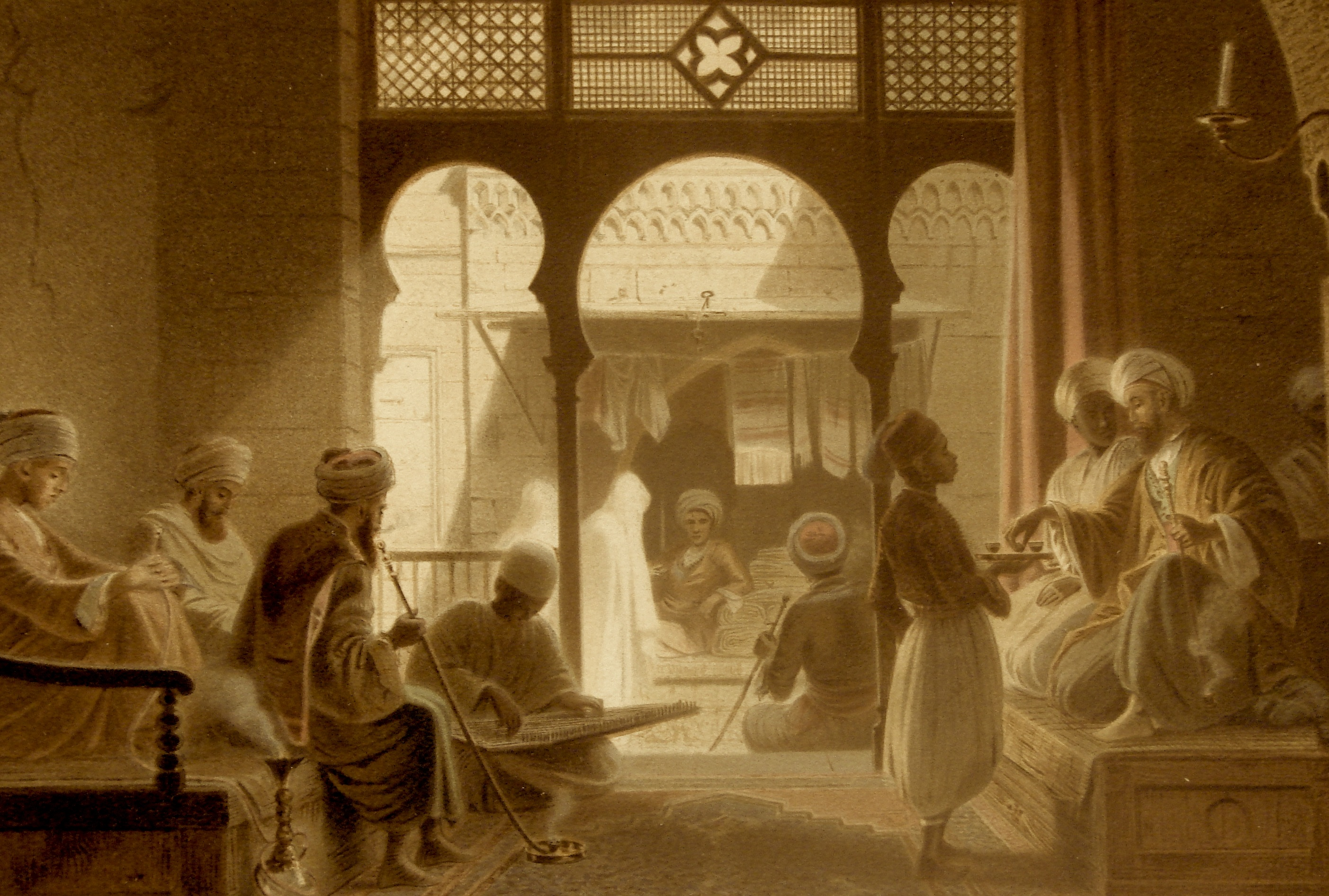
قهوه‌خانه در قاهره، قرن هجدهم.

مفهوم مهمان نوازی و سخاوت، برای هر آشپزی در جهان عرب ضروری است. وعده‌های غذایی عموماً به صورت خانوادگی است. شام و جشن‌های رسمی معمولاً مقادیر زیادی گوشت بره را شامل می‌شود و هر مناسبت مقادیر زیادی قهوه عربی یا چای عربی به همراه دارد.

### خلیج فارس
مراسم قهوه: در منطقه خلیج فارس، با یک سفره عالی از میوه‌های خشک، میوه‌های تازه، آجیل و کیک و شربت از یک بازدید کننده استقبال می‌شود. میوه‌های خشک شامل انجیر، خرما، زردآلو و آلو است. میوه‌های تازه شامل مرکبات، خربزه و انار است. قهوه عربی بیشتر از همه سرو می‌شود اما چای عربی نیز دارای یک طراوت عالی است. ادویه‌ها اغلب به قهوه یا سایر نوشیدنی‌ها اضافه می‌شوند.

### مغرب
مراسم چای / قهوه: در منطقه مغرب، یک میهمان ممکن است انتظار داشته باشد که میز پر از میان‌وعده‌های شبیه نان، از جمله ماسمن، باقریر و سایر نان‌های پر شده باشد. اینها را با عسل، گلاب یا روغن زیتون سرو می‌کنند. همچنین کوکی‌ها و کیک‌های مختلفی وجود دارد که همراه با بشقاب با انواع مختلف آجیل همراه است. قهوه عربی و چای نعنا غالباً همراه آن در یک قوری سنتی مغربی سرو می‌شود.

### شام
مراسم قهوه / چای: در یک خانوار معمولی عرب شامی، یک میهمان ممکن است انتظار داشته باشد که میز پر از مزه، نان‌های پر از ادویه جات شامل زعتر و آجیل باشد. در شام، قهوه عربی یک نوشیدنی بسیار دوست داشتنی است، اما چای عربی در اردن و فلسطین نیز بسیار مورد علاقه است.
بسیاری از واژه‌های غذای عربی از زبان آرامی، زبانی که ساکنان مسیحی ناباتایی عراق و سوریه صحبت می‌کنند، وام گرفته شده‌است.

## ساختار وعده‌های غذایی
در جهان عرب دو ساختار اساسی برای وعده‌های غذایی وجود دارد، یک برنامه منظم در بیشتر سال و دیگری که مختص ماه رمضان است که در آن مسلمانان در طول روز روزه می‌گیرند.

### در طول سال

#### صبحانه
کافه‌ها غالباً کرواسان را برای صبحانه سرو می‌کنند. صبحانه غالباً یک وعده غذایی سریع است که شامل نان و لبنیات، همراه با چای و گاهی مربا است. رایج‌ترین اقلام صبحانه لبنه و خامه (کیشتا، ساخته شده از شیر گاو) است.

#### ناهار

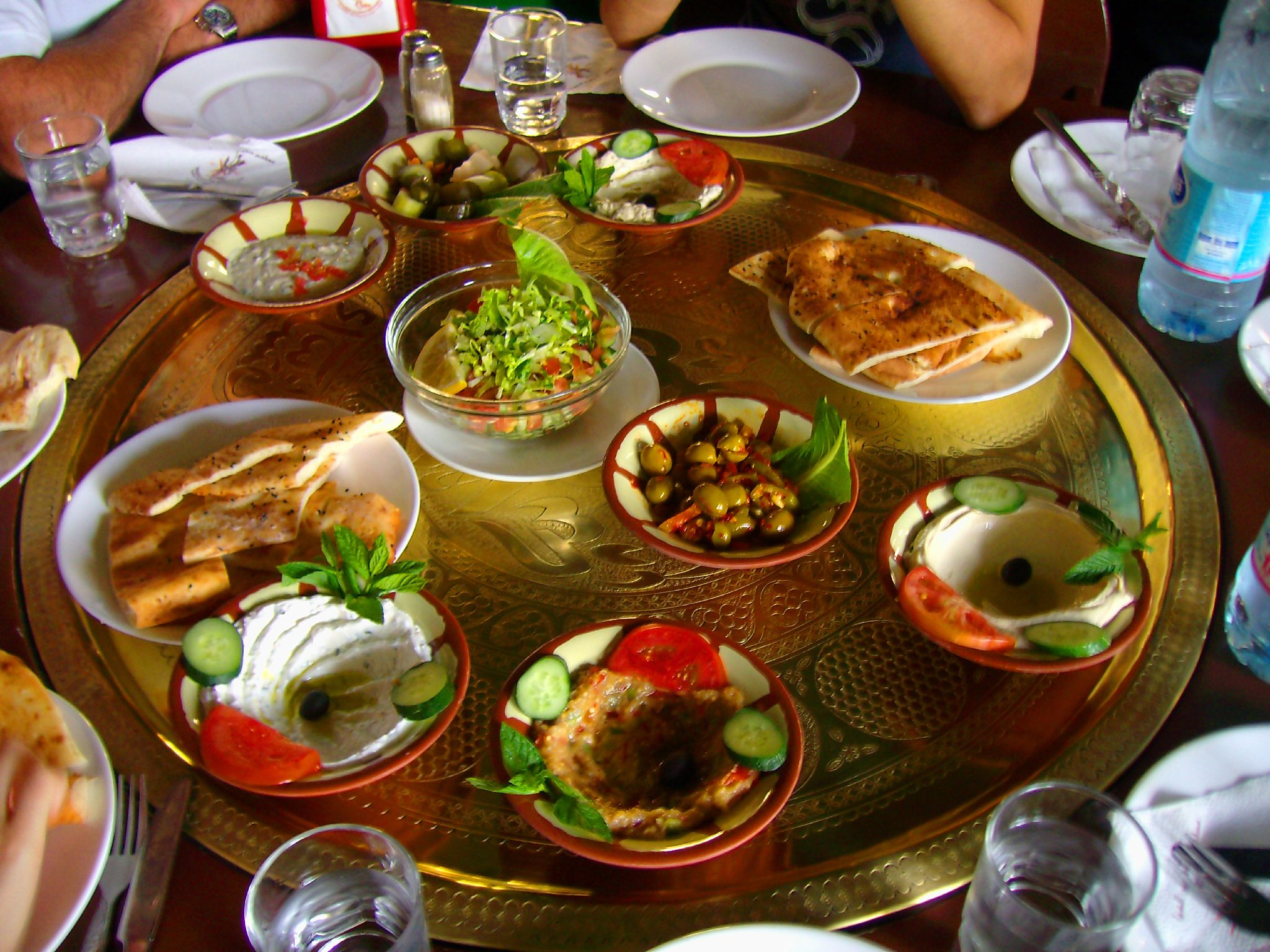
انتخابی از مزه‌ها، پیش غذا یا غذاهای کوچک اردنی در پترا، اردن.

ناهار اصلی‌ترین وعده غذایی روز محسوب می‌شود و به‌طور سنتی بین ساعت ۱:۳۰ بعد از ظهر تا ۳:۳۰ بعد از ظهر میل می‌شود. این وعده غذایی است که خانواده برای آن دور هم جمع می‌شوند و سالادها و مزه به عنوان غذاهای فرعی در وعده اصلی سرو می‌شود. بشقاب معمولاً شامل بخشی از گوشت، مرغ یا ماهی، بخشی از برنج، عدس، نان و بخشی از سبزیجات پخته شده، علاوه بر انواع تازه همراه با مزه و سالاد است. سبزیجات و گوشت معمولاً با هم در سس پخته می‌شوند، غالباً سس گوجه فرنگی، اگرچه سایر سس‌ها نیز محبوب هستند. نوشیدنی‌ها لزوماً همراه غذا سرو نمی‌شوند. با این وجود، نوشیدنی‌ها بسیار متنوعی مانند شینا (یا لبان)، کاراکادن، نقی الزبیب، ایرق سوس، تمر هندی و آب میوه و همچنین سایر نوشیدنی‌های سنتی عربی وجود دارد. در طول قرن ۲۰، نوشابه‌های گازدار و نوشیدنی‌های حاوی میوه نیز بسیار محبوب شده‌اند.

#### شام
شام به‌طور سنتی سبک‌ترین وعده غذایی است، اگرچه در دوران جدید، به دلیل ساعات روز کاری شام از نظر پذیرایی برای مهمان اهمیت بیشتری پیدا کرده‌است.

## نگارخانه

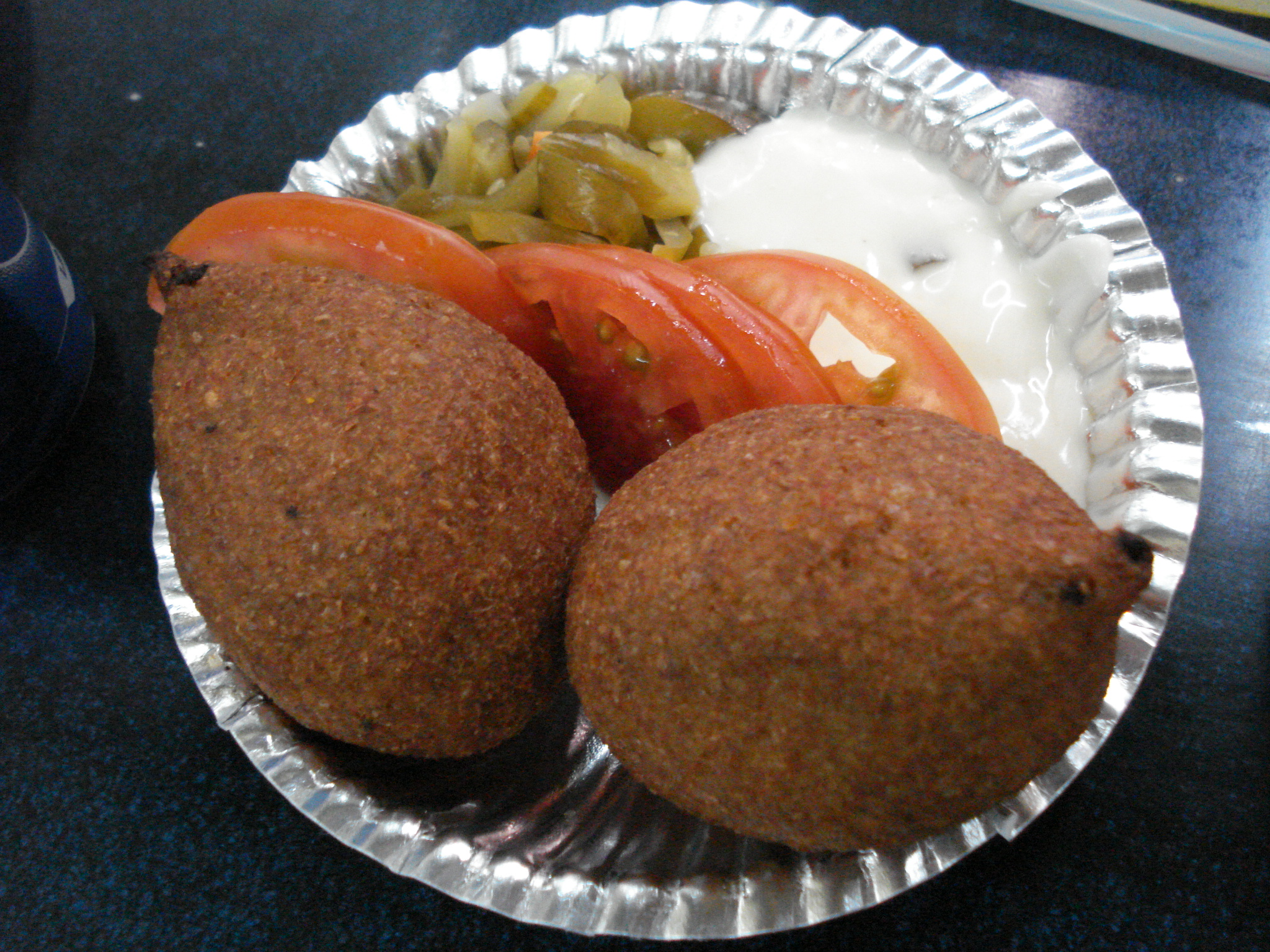
کبة-کبیبة
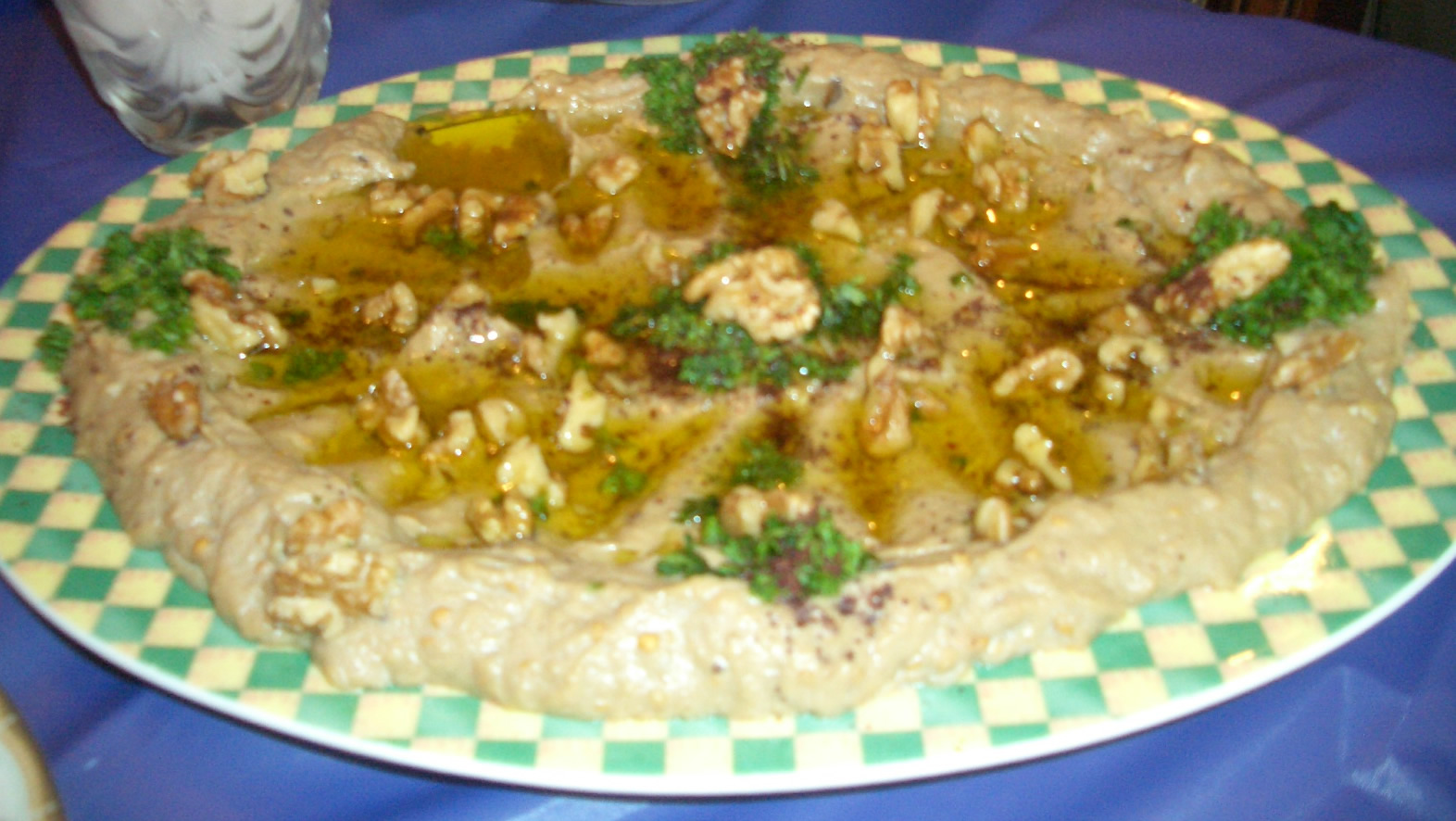
بابا غانوج
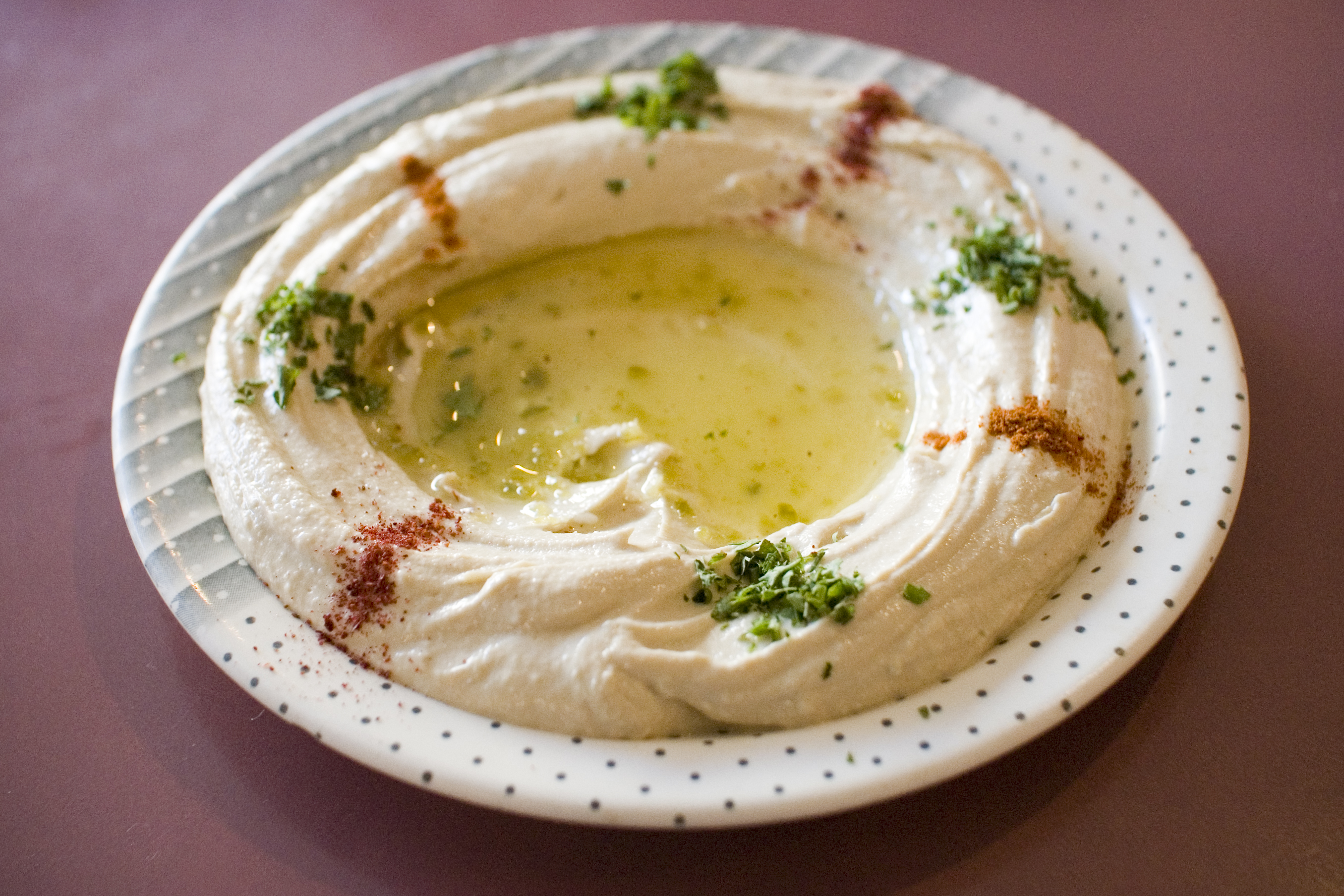
حموس
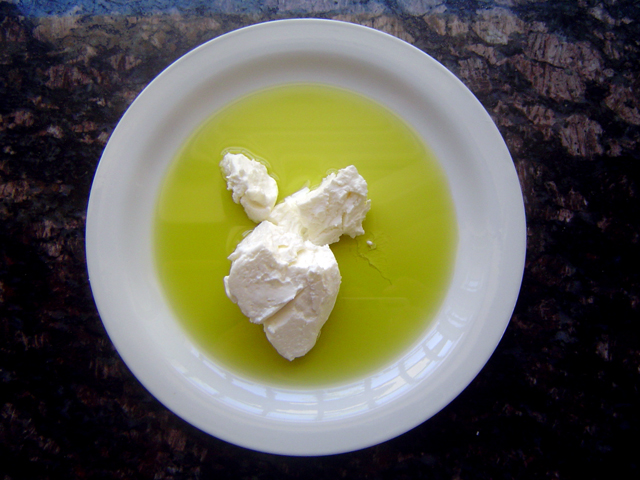
لبنه
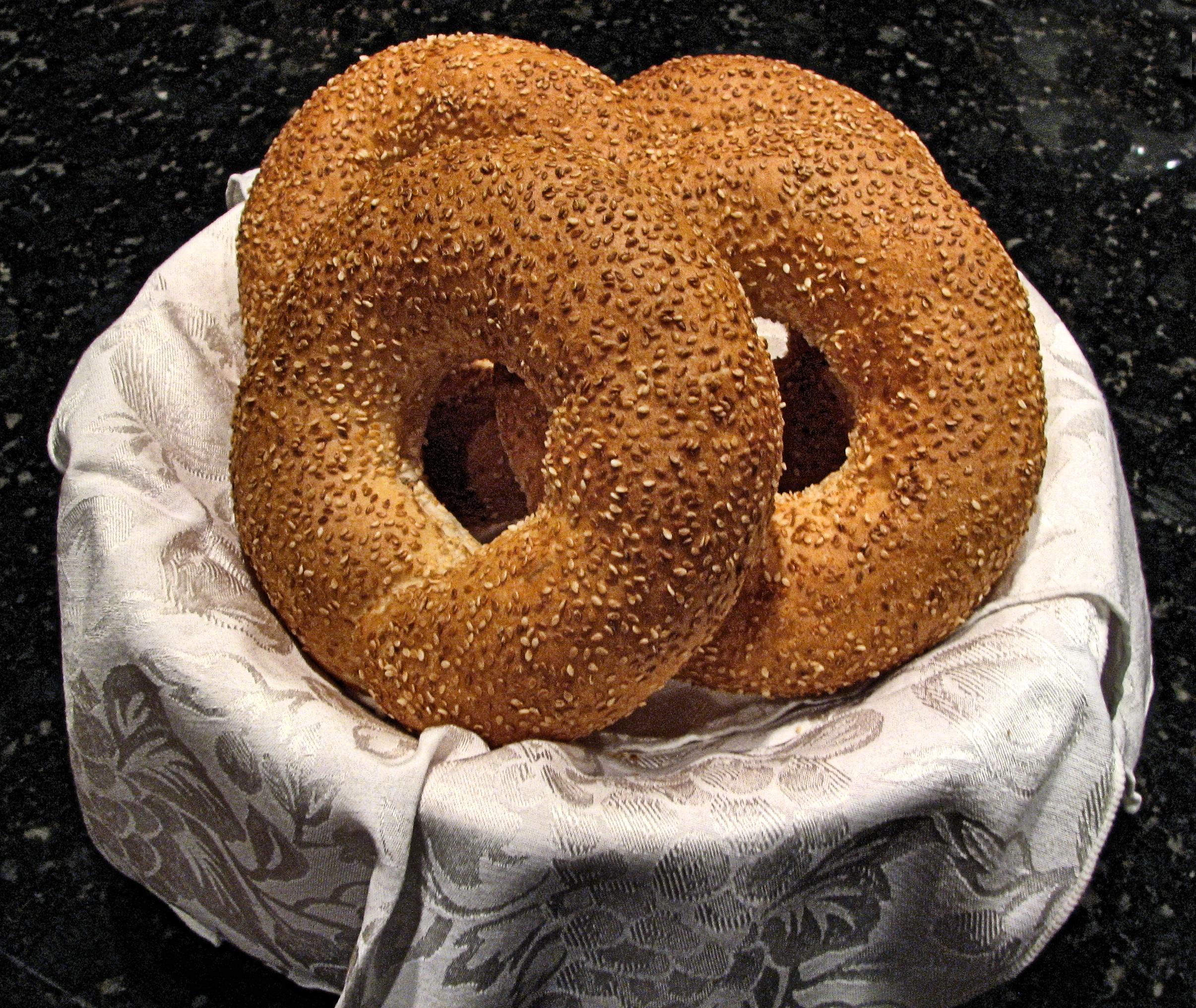
کعک
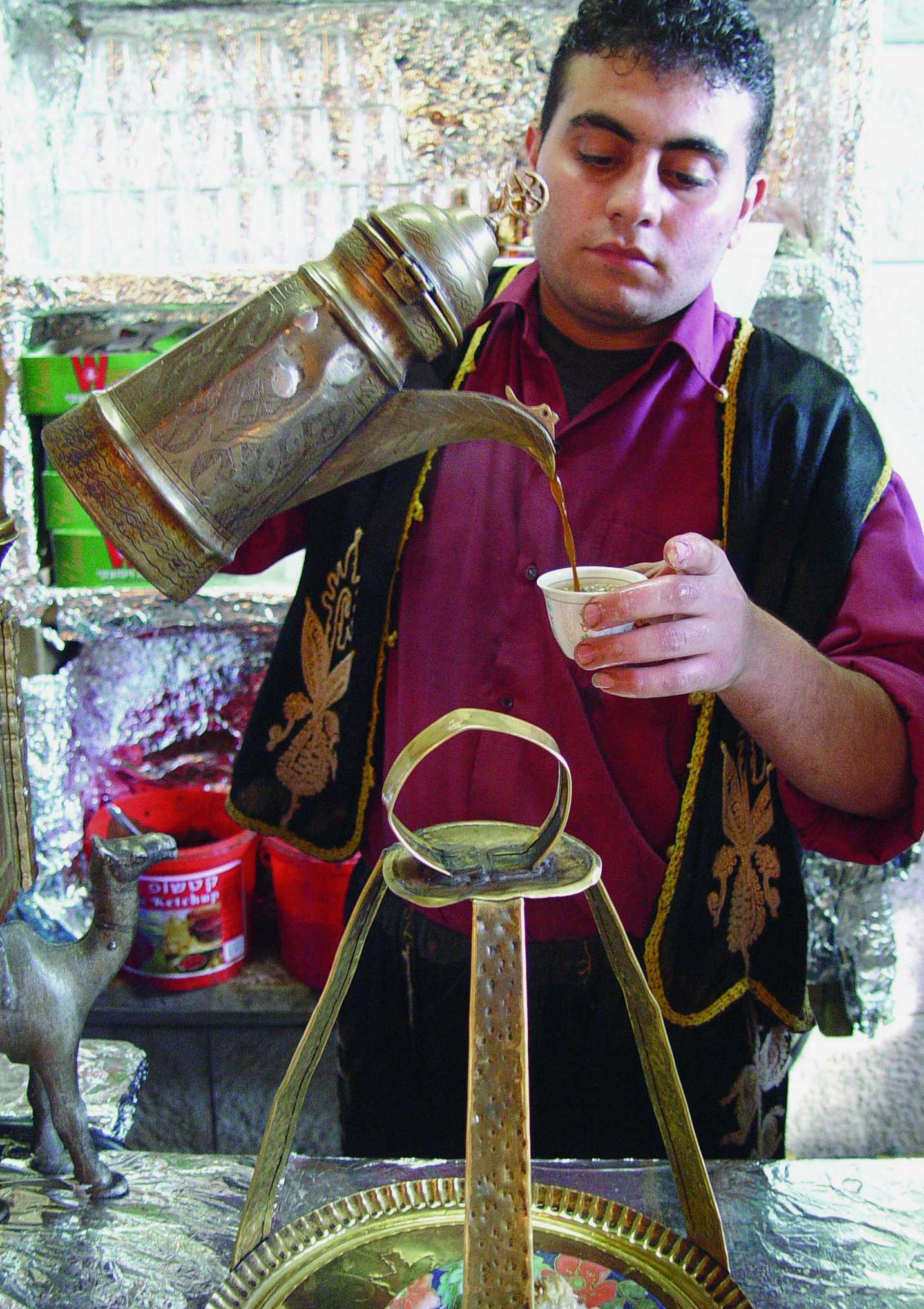
قهوه عربی
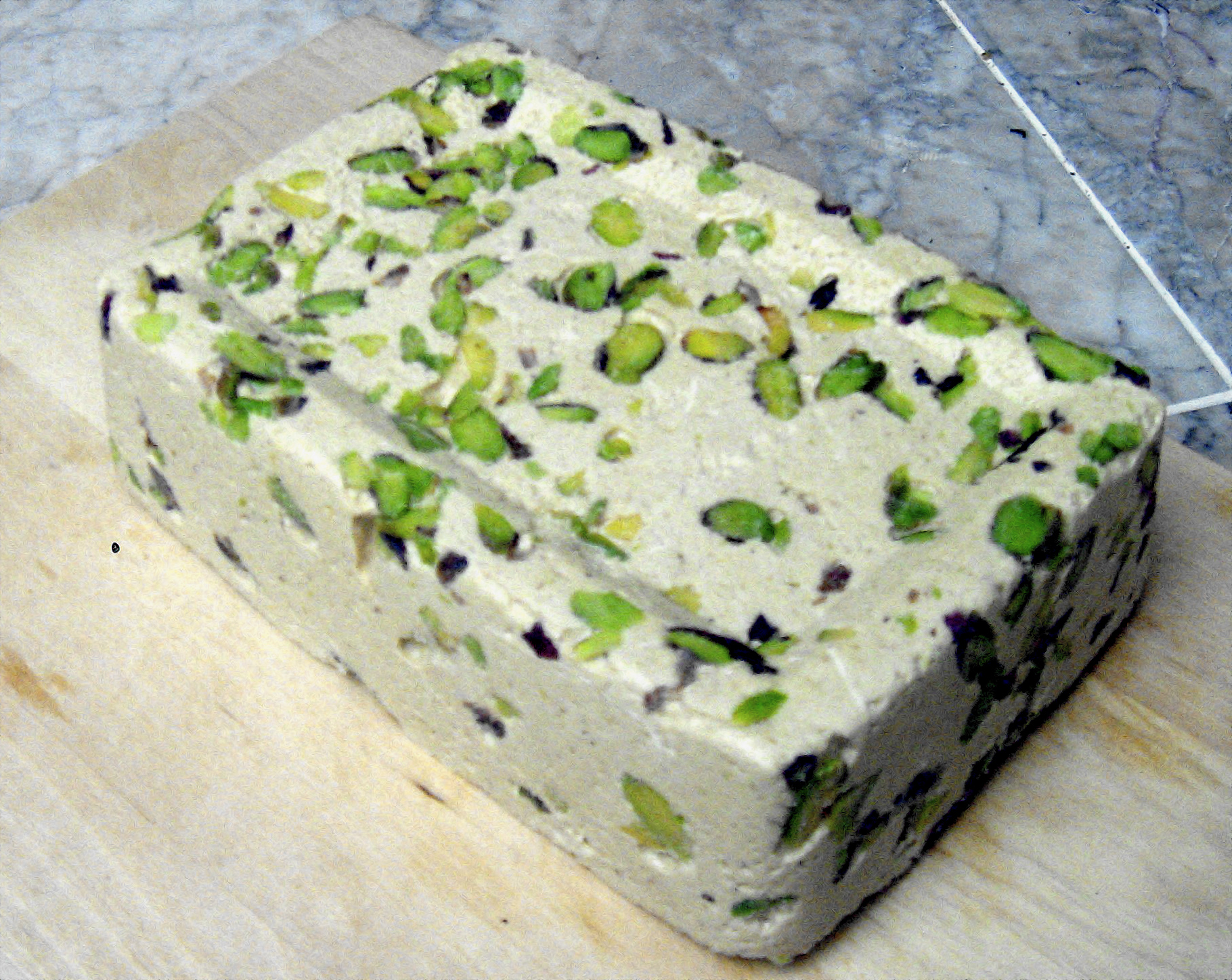
حلوا
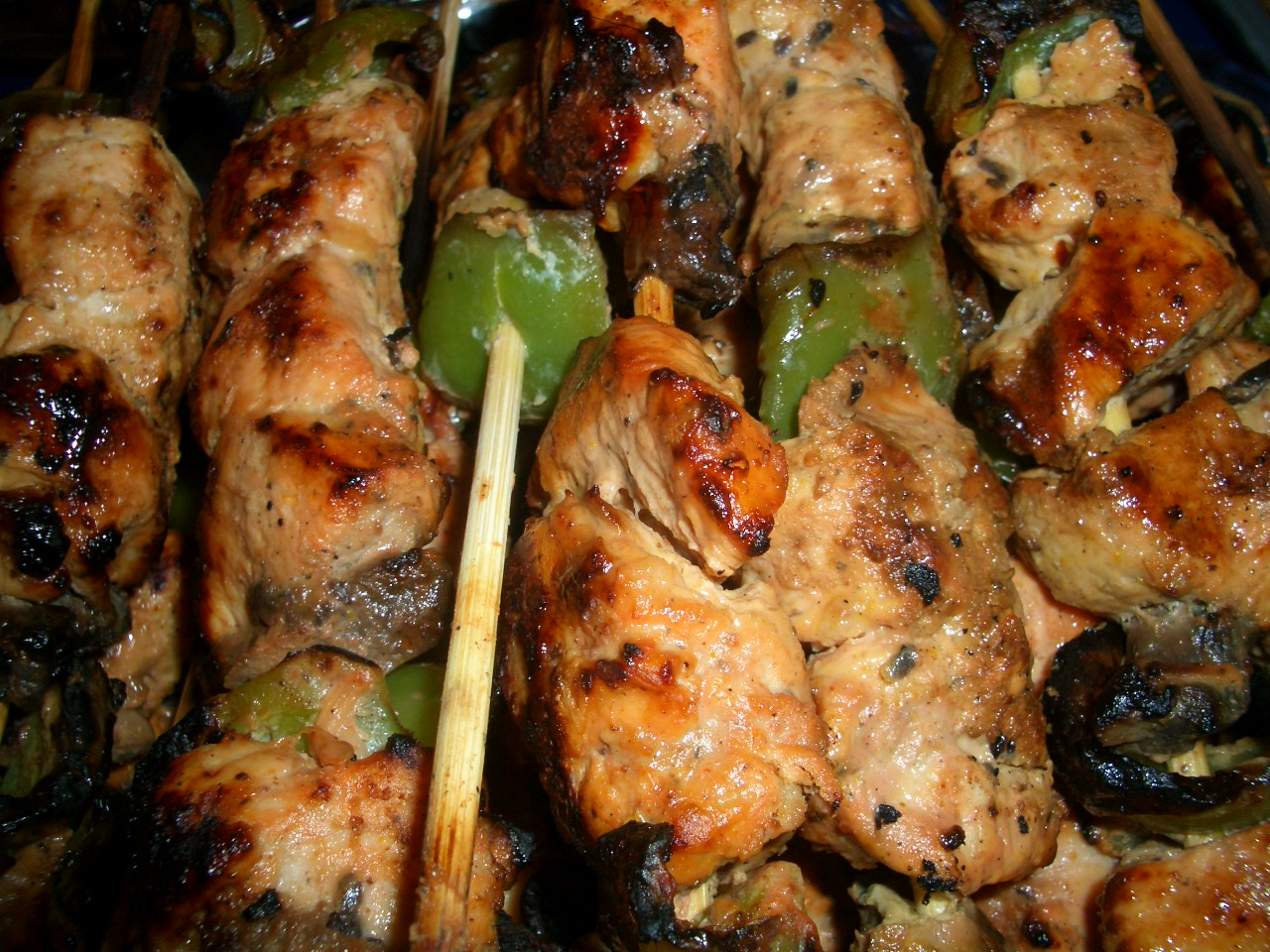
طاوک
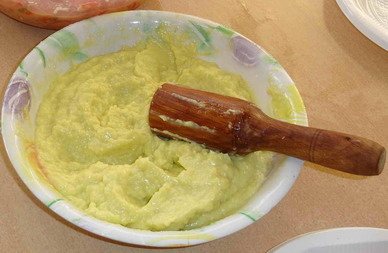
توم
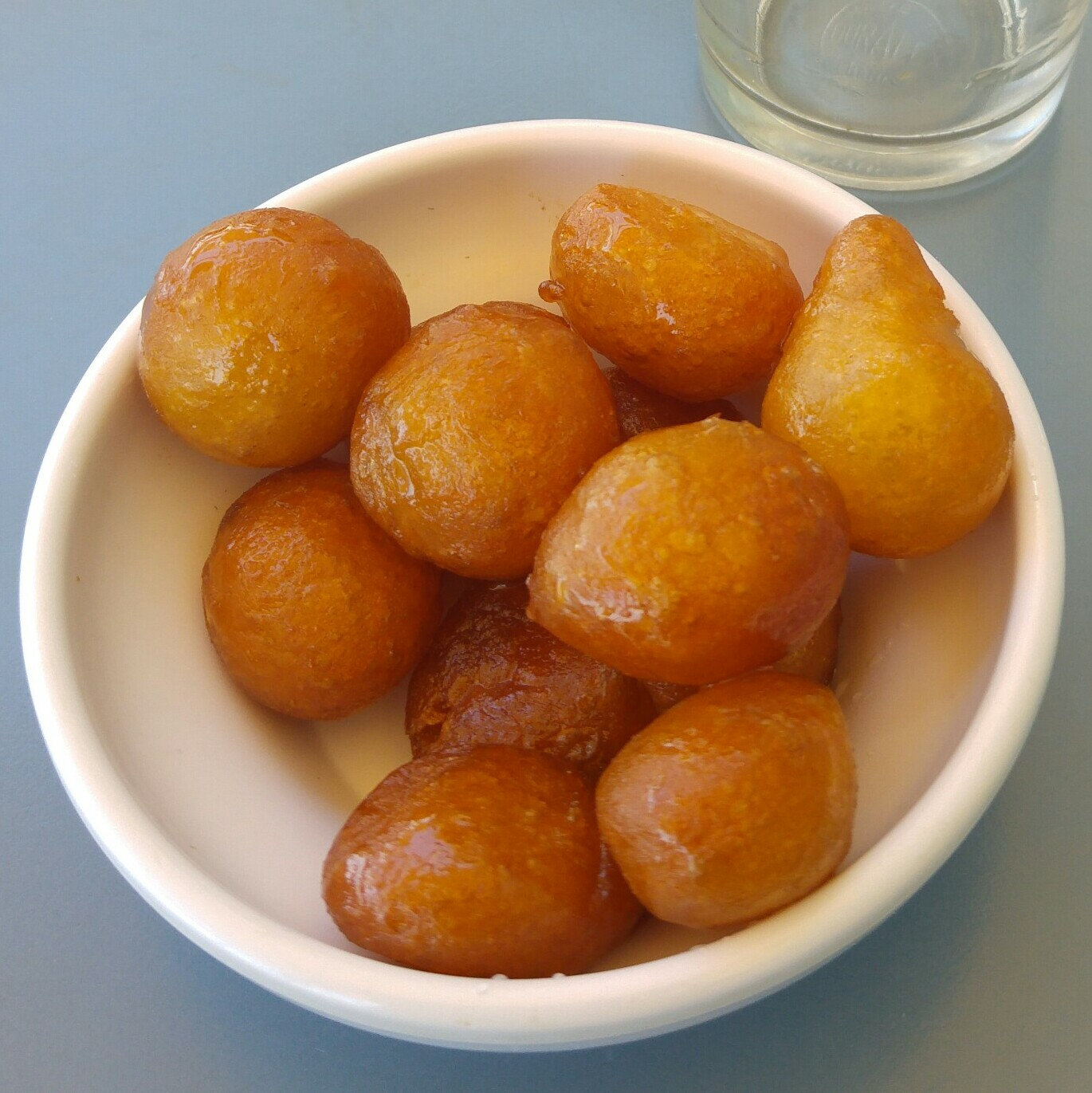
عوامة / زلابیة
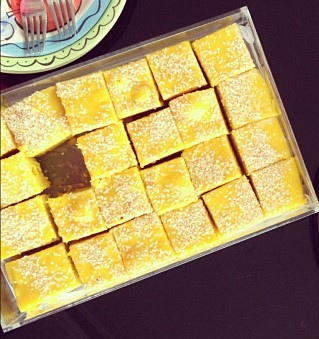
سفوف
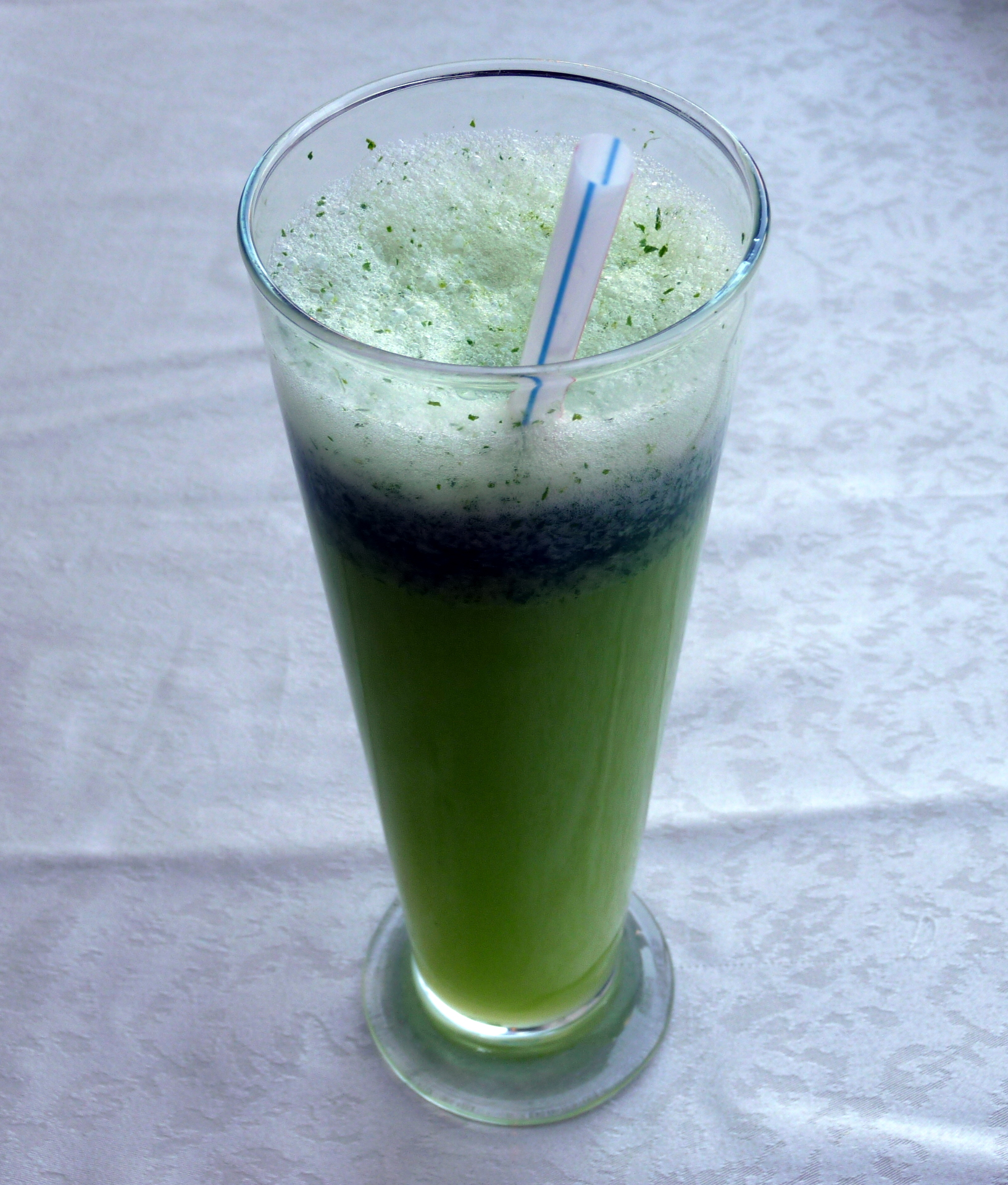
لیمون نعناع
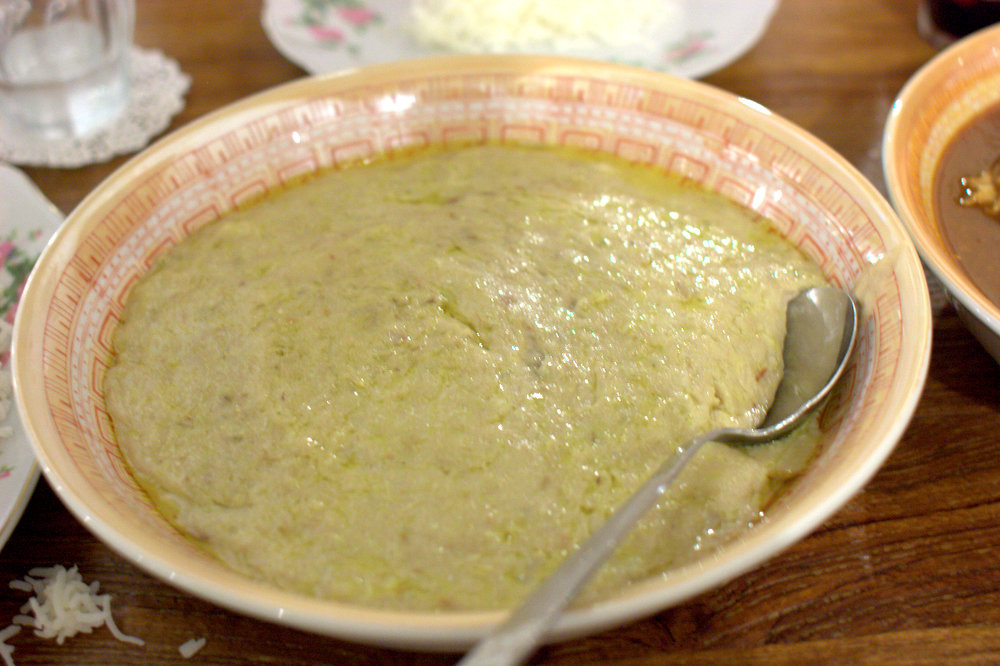
هریس